# Campionatul European de Atletism din 2002
A 18-a ediție a Campionatului European de Atletism s-a desfășurat între 6 și 11 august 2002 la München, Germania. Au participat 1168 de sportivi din 47 de țări.

## Stadionul Olimpic
Probele au avut loc pe Stadionul Olimpic din München. Acesta a fost construit pentru Jocurile Olimpice de vară din 1972.

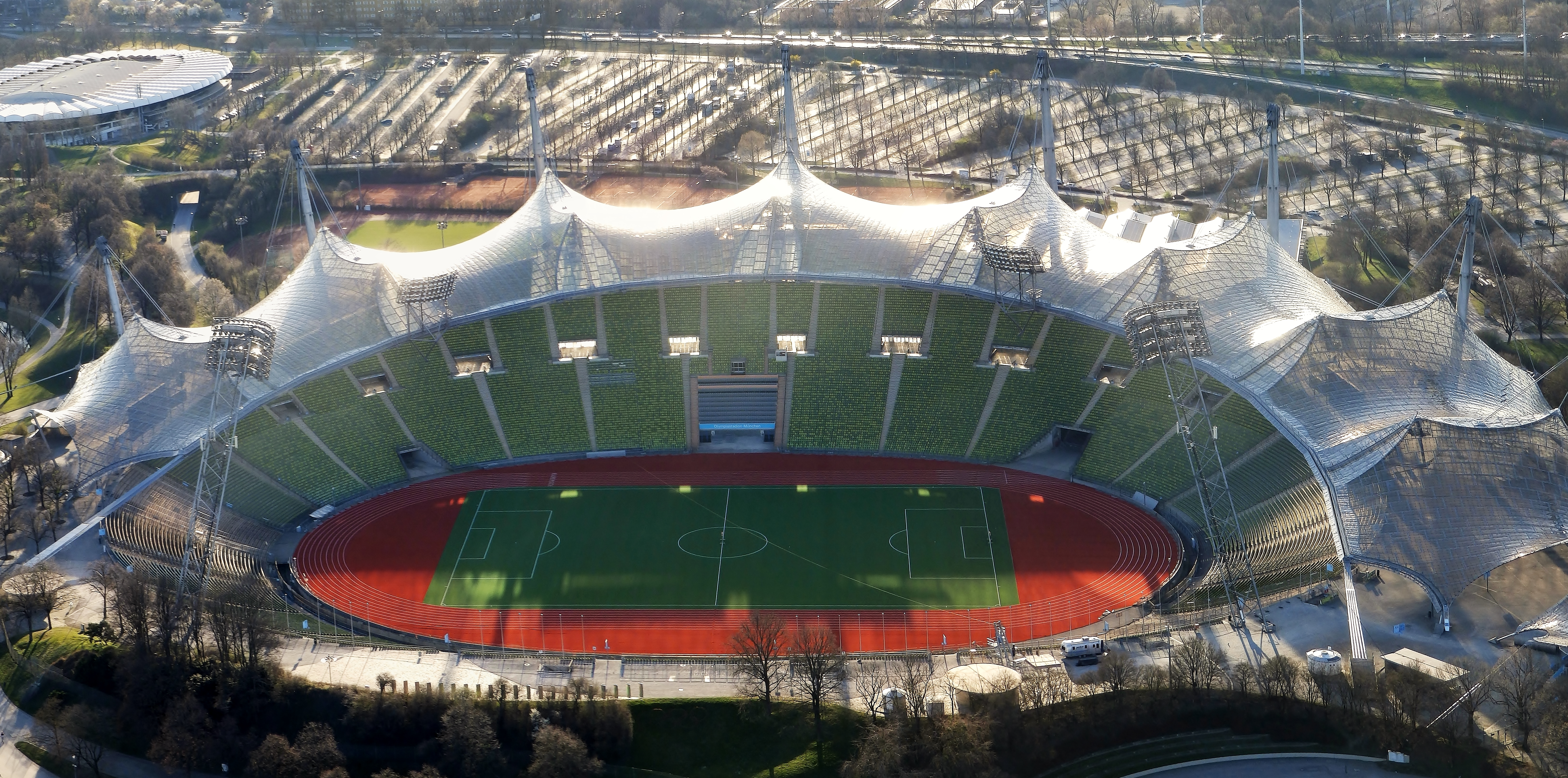
Stadionul Olimpic
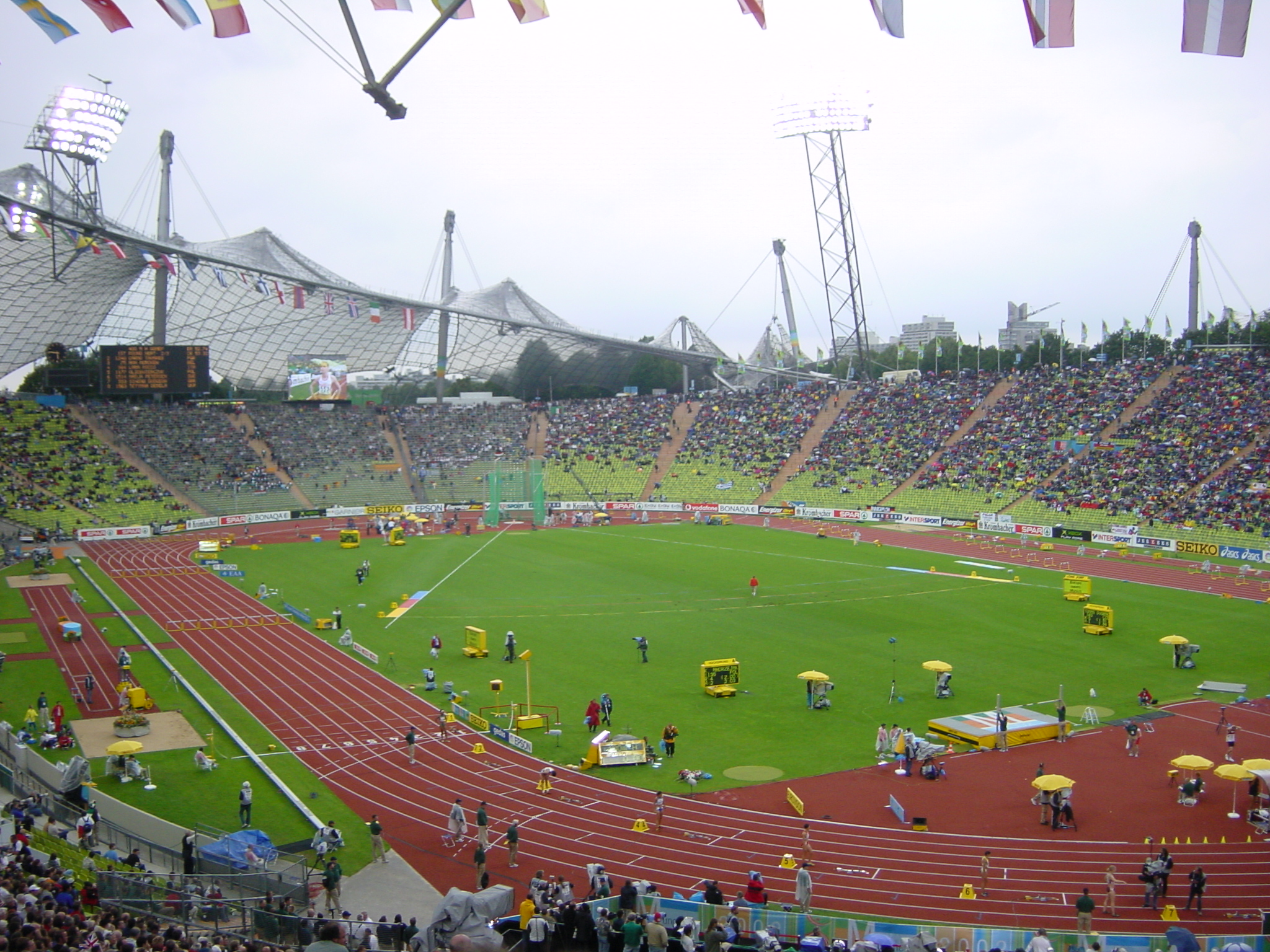

## Rezultate
RM - record mondial; RE - record european; RC - record al competiției; RN - record național; PB - cea mai bună performanță a carierei

### Masculin
| Probă sportivă       | Aur                                                                          | Aur        | Argint                                                              | Argint   | Bronz                                                                  | Bronz    |
| 100 m                | Francis Obikwelu (POR)                                                       | 10,06      | Darren Campbell (GBR)                                               | 10,15    | Roland Németh (HUN)                                                    | 10,27    |
| 200 m                | Konstantinos Kenteris (GRE)                                                  | 19,85 RN   | Francis Obikwelu (POR)                                              | 20,21    | Marlon Devonish (GBR)                                                  | 20,24    |
| 400 m                | Ingo Schultz (GER)                                                           | 45,14      | David Canal (ESP)                                                   | 45,24    | Daniel Caines (GBR)                                                    | 45,28    |
| 800 m                | Wilson Kipketer (DEN)                                                        | 1:47,25    | André Bucher (SUI)                                                  | 1:47,43  | Nils Schumann (GER)                                                    | 1:47,60  |
| 1500 m               | Mehdi Baala (FRA)                                                            | 3:45,25    | Reyes Estévez (ESP)                                                 | 3:45,25  | Rui Silva (POR)                                                        | 3:45,43  |
| 5000 m               | Alberto García (ESP)                                                         | 13:38,18   | Ismaïl Sghyr (FRA)                                                  | 13:39,81 | Serhii Lebid (UKR)                                                     | 13:40,00 |
| 10 000 m             | José Manuel Martínez (ESP)                                                   | 27:47,65   | Dieter Baumann (GER)                                                | 27:47,87 | José Ríos (ESP)                                                        | 27:48,29 |
| Maraton              | Janne Holmén (FIN)                                                           | 2:12:14    | Pavel Loskutov (EST)                                                | 2:13:18  | Julio Rey (ESP)                                                        | 2:13:21  |
| 110 m garduri        | Colin Jackson (GBR)                                                          | 13,11      | Staņislavs Olijars (LAT)                                            | 13,22    | Artur Kohutek (POL)                                                    | 13,32    |
| 400 m garduri        | Stéphane Diagana (FRA)                                                       | 47,58      | Jiří Mužík (CZE)                                                    | 48,43    | Paweł Januszewski (POL)                                                | 48,46    |
| 3000 m obstacole     | Antonio David Jiménez (ESP)                                                  | 8:24,34    | Simon Vroemen (NED)                                                 | 8:24,45  | Luis Miguel Martín (ESP)                                               | 8:24,72  |
| 20 km marș           | Paquillo Fernández (ESP)                                                     | 1:18:37    | Vladimir Andreev (RUS)                                              | 1:19:56  | Juan Manuel Molina (ESP)                                               | 1:20:36  |
| 50 km marș           | Robert Korzeniowski (POL)                                                    | 3:36:39 RM | Aleksei Voevodin (RUS)                                              | 3:40:16  | Jesús Ángel García (ESP)                                               | 3:44:33  |
| Ștafetă 4×100 m      | Ucraina Kosteantin Vasiukov Kosteantin Rurak Anatoli Dovhal Oleksandr Kaidaș | 38,53 RN   | Polonia Ryszard Pilarczyk Łukasz Chyła Marcin Nowak Marcin Urbaś    | 38,71    | Germania Ronny Ostwald Marc Blume Alexander Kosenkow Christian Schacht | 38,88    |
| Ștafetă 4×400 m      | Regatul Unit Jared Deacon Matthew Elias Jamie Baulch Daniel Caines           | 3:01,25    | Rusia Oleg Mișokov Andrei Semionov Ruslan Mașcenko Iuri Borzakovski | 3:01,34  | Franța Leslie Djhone Ahmed Douhou Naman Keïta Ibrahima Wade            | 3:02,76  |
| Săritura în înălțime | Iaroslav Râbakov (RUS)                                                       | 2,31       | Stefan Holm (SWE)                                                   | 2,29     | Staffan Strand (SWE)                                                   | 2,27     |
| Săritura în lungime  | Oleksi Lukașevîci (UKR)                                                      | 8,08       | Siniša Ergotić (CRO)                                                | 8,00     | Yago Lamela (ESP)                                                      | 7,99     |
| Săritura cu prăjina  | Aleksandr Averbukh (ISR)                                                     | 5,85       | Lars Börgeling (GER)                                                | 5,80     | Tim Lobinger (GER)                                                     | 5,80     |
| Triplusalt           | Christian Olsson (SWE)                                                       | 17,53      | Charles Friedek (GER)                                               | 17,33    | Jonathan Edwards (GBR)                                                 | 17,32    |
| Aruncarea greutății  | Yuriy Bilonoh (UKR)                                                          | 21,37      | Joachim Olsen (DEN)                                                 | 21,16    | Ralf Bartels (GER)                                                     | 20,58    |
| Aruncarea discului   | Róbert Fazekas (HUN)                                                         | 68,83      | Virgilijus Alekna (LIT)                                             | 66,62    | Michael Möllenbeck (GER)                                               | 66,37    |
| Aruncarea suliței    | Steve Backley (GBR)                                                          | 88,54      | Serghei Makarov (RUS)                                               | 88,05    | Boris Henry (GER)                                                      | 85,33    |
| Aruncarea ciocanului | Adrián Annus (HUN)                                                           | 81,17      | Vladyslav Piskunov (UKR)                                            | 80,39    | Alexandros Papadimitriou (GRE)                                         | 80,21    |
| Decatlon             | Roman Šebrle (CZE)                                                           | 8800       | Erki Nool (EST)                                                     | 8438     | Lev Lobodin (RUS)                                                      | 8390     |

### Feminin
| Probă sportivă       | Aur                                                                   | Aur         | Argint                                                                     | Argint      | Bronz                                                                        | Bronz       |
| 100 m                | Ekaterini Thanou (GRE)                                                | 11,10       | Kim Gevaert (BEL)                                                          | 11,22       | Manuela Levorato (ITA)                                                       | 11,23       |
| 200 m                | Muriel Hurtis (FRA)                                                   | 22,43       | Kim Gevaert (BEL)                                                          | 22,53       | Manuela Levorato (ITA)                                                       | 22,75       |
| 400 m                | Olesia Zâkina (RUS)                                                   | 50,45       | Grit Breuer (GER)                                                          | 50,70       | Lee McConnell (GBR)                                                          | 51,02       |
| 800 m                | Jolanda Čeplak (SLO)                                                  | 1:57,65     | Mayte Martínez (ESP)                                                       | 1:58,86     | Kelly Holmes (GBR)                                                           | 1:59,83     |
| 1500 m               | Süreyya Ayhan (TUR)                                                   | 3:58,79     | Gabriela Szabo (ROM)                                                       | 3:58,81     | Tatiana Tomașova (RUS)                                                       | 4:01,28     |
| 3000 m               | Marta Domínguez (ESP)                                                 | 15:14,76    | Sonia O'Sullivan (IRL)                                                     | 15:14,85    | Elena Zadorojnaia (RUS)                                                      | 15:15,22    |
| 10 000 m             | Paula Radcliffe (GBR)                                                 | 30:01,09 RN | Sonia O'Sullivan (IRL)                                                     | 30:47,59 RN | Liudmila Biktașeva (RUS)                                                     | 31:04,00 PB |
| Maraton              | Maria Guida (ITA)                                                     | 2:26:05     | Luminița Zaițuc (GER)                                                      | 2:26:58     | Sonja Oberem (GER)                                                           | 2:28:45     |
| 100 m garduri        | Glory Alozie (ESP)                                                    | 12,73       | Olena Krasovska (UKR)                                                      | 12,88       | Yana Kasova (BUL)                                                            | 12,91       |
| 400 m garduri        | Ionela Târlea (ROM)                                                   | 54,95       | Heike Meißner (GER)                                                        | 55,89       | Anna Olichwierczuk (POL)                                                     | 56,18       |
| 20 km marș           | Olimpiada Ivanova (RUS)                                               | 1:26:42     | Elena Nikolaieva (RUS)                                                     | 1:28:20     | Erica Alfridi (ITA)                                                          | 1:28:33     |
| Ștafetă 4×100 m      | Franța Delphine Combe Muriel Hurtis Sylviane Félix Odiah Sidibé       | 42,46       | Germania Melanie Paschke Gabi Rockmeier Sina Schielke Marion Wagner        | 42,54       | Rusia Natalia Ignatova Iulia Tabakova Irina Habarova Larisa Kruglova         | 43,11       |
| Ștafetă 4×400 m      | Germania Florence Ekpo-Umoh Birgit Rockmeier Claudia Marx Grit Breuer | 3:25,10     | Rusia Natalia Antiuh Natalia Nazarova Anastasia Kapacinskaia Olesea Zâkina | 3:25,59     | Polonia Zuzanna Radecka Grażyna Prokopek Małgorzata Pskit Anna Olichwierczuk | 3:26,15     |
| Săritura în înălțime | Kajsa Bergqvist (SWE)                                                 | 1,98        | Marina Kupțova (RUS)                                                       | 1,92        | Olga Kaliturina (RUS)                                                        | 1,89        |
| Săritura cu prăjina  | Svetlana Feofanova (RUS)                                              | 4,60        | Elena Isinbaeva (RUS)                                                      | 4,55        | Yvonne Buschbaum (GER)                                                       | 4,50        |
| Săritura în lungime  | Tatiana Kotova (RUS)                                                  | 6,85        | Jade Johnson (GBR)                                                         | 6,73        | Tünde Vaszi (HUN)                                                            | 6,73        |
| Triplusalt           | Ashia Hansen (GBR)                                                    | 15,00       | Heli Koivula (FIN)                                                         | 14,83       | Elena Oleinikova (RUS)                                                       | 14,54       |
| Aruncarea greutății  | Irina Korjanenko (RUS)                                                | 20,64       | Vita Pavlysh (UKR)                                                         | 20,02       | Svetlana Kriveliova (RUS)                                                    | 19,56       |
| Aruncarea discului   | Ekaterini Voggoli (GRE)                                               | 64,31       | Natalia Sadova (RUS)                                                       | 64,12       | Anastasia Kelesidou (GRE)                                                    | 63,92       |
| Aruncarea ciocanului | Olga Kuzenkova (RUS)                                                  | 72,94       | Kamila Skolimowska (POL)                                                   | 72,46       | Manuela Montebrun (FRA)                                                      | 72,04       |
| Aruncarea suliței    | Mirela Manjani (GRE)                                                  | 67,47       | Steffi Nerius (GER)                                                        | 64,09       | Mikaela Ingberg (FIN)                                                        | 63,50       |
| Heptatlon            | Carolina Klüft (SWE)                                                  | 6542        | Sabine Braun (GER)                                                         | 6434        | Natallia Sazanovich (BLR)                                                    | 6341        |

## Clasament pe medalii
| Loc   | Țară          | Aur | Argint | Bronz | Total |
| ----- | ------------- | --- | ------ | ----- | ----- |
| 1     | Rusia         | 7   | 9      | 8     | 24    |
| 2     | Spania        | 6   | 3      | 6     | 15    |
| 3     | Regatul Unit  | 5   | 2      | 5     | 12    |
| 4     | Franța        | 4   | 1      | 2     | 7     |
| 5     | Grecia        | 4   | –      | 2     | 6     |
| 6     | Ucraina       | 3   | 3      | 1     | 7     |
| 7     | Suedia        | 3   | 1      | 1     | 5     |
| 8     | Germania      | 2   | 9      | 8     | 19    |
| 9     | Ungaria       | 2   | –      | 2     | 4     |
| 10    | Polonia       | 1   | 2      | 4     | 7     |
| 11    | Finlanda      | 1   | 1      | 1     | 3     |
| 11    | Portugalia    | 1   | 1      | 1     | 3     |
| 13    | Danemarca     | 1   | 1      | –     | 2     |
| 13    | România       | 1   | 1      | –     | 2     |
| 13    | Cehia         | 1   | 1      | –     | 2     |
| 16    | Italia        | 1   | –      | 3     | 4     |
| 17    | Israel        | 1   | –      | –     | 1     |
| 17    | Slovenia      | 1   | –      | –     | 1     |
| 17    | Turcia        | 1   | –      | –     | 1     |
| 20    | Belgia        | –   | 2      | –     | 2     |
| 20    | Estonia       | –   | 2      | –     | 2     |
| 20    | Irlanda       | –   | 2      | –     | 2     |
| 23    | Croația       | –   | 1      | –     | 1     |
| 23    | Letonia       | –   | 1      | –     | 1     |
| 23    | Lituania      | –   | 1      | –     | 1     |
| 23    | Țările de Jos | –   | 1      | –     | 1     |
| 23    | Elveția       | –   | 1      | –     | 1     |
| 28    | Bulgaria      | –   | –      | 1     | 1     |
| 28    | Belarus       | –   | –      | 1     | 1     |
| Total | Total         | 46  | 46     | 46    | 138   |

## Participarea României la campionat
22 de atleți au reprezentat România.
- Ionela Târlea – 200 m - NT – 400 m garduri - locul 1
- Gabriela Szabó – 1500 m - locul 2
- Mihaela Botezan – 5000 m - locul 6 – 10 000 m - locul 4
- Oana Pantelimon – înălțime - locul 4
- Mihaela Gîndilă – triplusalt - locul 4
- Claudia Iovan – 20 km marș - locul 5
- Cristina Nicolau – lungime - locul 14 – triplusalt - locul 5
- Gheorghe Gușet – greutate - locul 7
- Constantina Diță-Tomescu – 10 000 m - locul 7
- Felicia Moldovan – suliță - locul 9
- Ionel Oprea – disc - locul 11
- Elena Hilă – greutate - locul 11
- Marian Oprea – triplusalt - locul 14
- Elena Iagăr – 1500 m - locul 15
- Luminița Talpoș – 10 000 m - locul 16
- Alina Dinu – triplusalt - locul 16
- Ioan Vieru – 400 m - locul 17
- Ștefan Vasilache – înălțime - locul 17
- Otilia Ruicu – 400 m - locul 17
- Ionuț Pungă – triplusalt - FR
- Nuța Olaru – maraton - NT
- Norica Câmpean – 20 km marș - DS

## Participarea Republicii Moldova la campionat
Patru atleți au reprezentat Republica Moldova.
- Olga Bolșova – triplusalt - locul 9
- Inna Gliznuța – înălțime - locul 17
- Vladimir Letnicov – triplusalt - locul 18
- Ivan Emilianov – greutate - locul 19